# Лёгкая атлетика на летних Олимпийских играх 1932 — метание копья (женщины)
Соревнования по метанию копья у женщин на Олимпийских играх 1932 года состоялись 31 июля на стадионе «Колизей». 
Впервые женщины соревновались в метании копья на Олимпийских играх. Соревнования состояли из одной финальной попытки, в ходе которой определились победители.

## Результаты
| Место | Имя              | Гражданство | Результат | Примечания |
| ----- | ---------------- | ----------- | --------- | ---------- |
| 1     | Бейб Дидриксон   | США         | 43.69     | OR         |
| 2     | Эллен Браумюллер | Германия    | 43.50     |            |
| 3     | Тилли Флайшер    | Германия    | 43.01     |            |
| 4     | Масако Синпо     | Япония      | 39.08     |            |
| 5     | Нэн Джиндель     | США         | 37.95     |            |
| 6     | Глория Расселл   | США         | 36.74     |            |
| 7     | Мария Урибе      | Мексика     | 33.66     |            |
| 8     | Мицуэ Исизу      | Япония      | 30.81     |            |